# Dave Creighton
Dave Creighton (Port Arthur, Ontario, 1930. június 24. – Wesley Chapel, Florida, USA, 2017. augusztus 18.) kanadai jégkorongozó, csatár.

## Pályafutása
1948 és 1969 között volt aktív jégkorongozó. Az NHL-ben 1948 és 1960 között játszott négy csapatban, összesen 615 alkalommal. A Boston Bruins-szal hat, a Toronto Maple Leafs színeiben három, a Chicago Blackhawks-szal egy, a New York Rangers csapatával három idényen át játszott az NHL-ben.

## Sikerei, díjai
- Les Cunningham-díj (1968)